# Beinumer Mulde
Die Beinumer Mulde ist eine lößbedeckte Senke im niedersächsischen Landkreis Wolfenbüttel und der Stadt Salzgitter. Sie erstreckt sich über etwa 8 km Breite und Länge zwischen dem Salzgitter-Höhenzug im Westen und dem Oderwald im Osten. Sie wird dem Ostbraunschweigischen Hügelland zugeordnet, ist von der Bodenbeschaffenheit her durchaus Bestandteil der Braunschweig-Hildesheimer Lößbörde.

## Beschreibung

### Lage
Die Mulde liegt zwischen den in Nord-Süd-Richtung verlaufenden Kämmen des Salzgitter-Höhenzugs im Westen und dem Oderwald im Osten. Sie ist an den Rändern bis zu 140 m ü. NHN hoch und fällt sanft auf unter 100 m in den Niederungen der Fuhse ab. Der namensgebende Ort Beinum liegt mit Calbecht im westlichen Bereich, zentral sind die beiden Orte Lobmachtersen und Flachstöckheim, den östlichen Bereich am Oderwald nimmt Flöthe ein. Die Nordgrenze verläuft von West nach Ost zwischen Salder und Gebhardshagen Richtung Heerter See entlang der Fuhse und schwenkt bei Barum nach Nordosten zwischen Leinde und Cramme zur Nordwestspitze des Oderwald. Die Südgrenze beginnt im Westen bei Salzgitter-Bad auf Höhe der B 248 und verläuft über Ohlendorf nach Nienrode und erreicht nördlich von Altenrode den Oderwald. Die Gesamtfläche beträgt etwa 64 km².

### Beschaffenheit und Geologie
Die Mulde weist ein Mächtigkeit der Lößschicht bis über drei Meter auf und ist damit doppelt so hoch wie die der anderen Mulden des Ostbraunschweigischen Hügellands.

„Die mit Kalkmergeln der Oberkreide gefüllte Mulde zwischen den rheinisch streichenden Hebungsachsen des Salzgitterschen Höhenzuges und des Oders wird von einer geschlossenen Lößdecke überkleidet. Mehr oder weniger degradierte Schwarzerdeböden bieten sehr gute Ackerböden, auf denen Weizen, Gerste, Zuckerrüben und Hülsenfrüchte von den vorherrschenden mittel- und großbäuerlichen Betrieben angebaut werden. Die leicht gewellte Muldenfläche wird fast ausschließlich von Äckern bedeckt [...] Die Dörfer mit ihren überwiegend altertümlichen Namen liegen ziemlich gleichmäßig über die Muldenfläche gestreut. Die an der Ostflanke des Salzgitterschen Höhenzuges steil einfallenden Eisenerzhorizonte sind auch besonders im südlichen Teil der Einheit in 600 bis 800 m Tiefe nachgewiesen.“

Die Förderung der Eisenerze erfolgte vorwiegend am Ostrand des Salzgitter-Höhenzugs (Grube Hannoversche Treue) sowie in Flachstöckheim und bei Ohlendorf (Schachtsiedlung). Das Zentrum des darüber ausgelaugten Salzstocks liegt etwa bei Flachstöckheim.

### Naturräume
Die Beinumer Mulde (512.00) ist nach Müller Bestandteil der Okerrandhöhen (512.0), die wiederum Unterraum des Ostbraunschweigischen Hügellands (512) sind. An die Nordseite schließt sich die Lebenstedter Börde (520.6) als Unterraum der Braunschweig-Hildesheimer Lößbörde an. Im Süden grenzt das Gebiet an die Wedde-Warne-Mulde (510.01), einem Teilgebiet der Harzrandmulde (510).

### Gewässer und Naturschutz
Das Gebiet wird überwiegend von der aus dem Oderwald kommenden Fuhse entwässert, lediglich im Südteil fließen einige Bäche zur Warne. Das große Stillgewässer Heerter See ist ein früherer Klärteich des Erzbergbaus und heute das Naturschutzgebiet Heerter See und Waldgebiet Heerter Strauchholz. Bei Ohlendorf ist das Landschaftsschutzgebiet Grüte ausgewiesen. 

## Bedeutung
Die Mulde ist eine fruchtbare und nahezu waldlose Landschaft mit ausgedehnten Ackerflächen. Ihre Bedeutung wurde durch den mittlerweile historischen Erzbergbau gesteigert. Verkehrstechnisch ist sie lediglich regional durch die B 248 und die Bahnstrecke Leiferde–Salzgitter-Bad relevant, überregionale Bedeutung hat die A 36, die das Gebiet am Oderwald passiert.
Durch den massiven Ausbau der Windenergienutzung (Erneuerbare-Energien-Gesetz) wurde und wird 2024 die Mulde auch in den Randbereichen der Wälder zu einem flächigen Standort von Windkraftanlagen größerer Bauart.